# Олтамаго
Олтамаго — велика річка у штаті Джорджія. Утворюється злукою двох річок: Оконі і Окмулгі, після чого протікає 220 км на південний схід і впадає у Атлантичний океан біля міста Брансвік. Довжина разом з найдовщою притокою — Окмулгі, становить 755 км. Площа водостоку — 36 260 км². Олтамаго є третім найбільшим постачальником прісної води у Атлантичний океан у Північній Америці. Лиман Алтамахи площею 67 км² є одним з найбільших на Атлантичному узбережжі.
Інші історичні варіації назви: А-лот-амаха, Алатахама, Алатамаха, Фредеріка, Ріо-ал-Тама, Ріо-де-Талахе[джерело?]. Олтамаго названа за іменем вождя народності Ямасі, яка мала своє стійбище в усті річки в кінці 17 століття.
У доісторичні часи річка була північною межею народу Тімукуа, що заселили північну Флориду і частину Джорджії. Народність Ютінахіка жила вздовж річки в час приходу колоністів. Іспанці заснували християнську місію Санта-Ізабела-де-Ютінахіка 1610 року біля початку Олтамаго. За іспанців річка була межею місіонерських провінцій Гуале і Мокама. Наприкінці 17 сторіччя вождь народності Ямасі Олтамаго мав свій стан у вустя річки. Згодом річка була до Американської революції західним кордоном колонії Джорджія.